# RNA intervening sequence
Pour les articles homonymes, voir IVS.
L'IVS ou RNA intervening sequence est une séquence intronique contenue dans l'ARNr 45S capable de se circulariser et de s'autoexciser pendant la maturation de l'ARNr 27S (issu de l'ARNr 45S) en ARNr 28S et ARNr 5.8S.
L'IVS est la première séquence d'ARN autocatalytique découverte, et valu à Thomas Cech de recevoir le prix Nobel de chimie en 1989.